# Dasychira phasiana
Dasychira phasiana är en fjärilsart som beskrevs av Butler 1882. Dasychira phasiana ingår i släktet Dasychira och familjen tofsspinnare. Inga underarter finns listade i Catalogue of Life.